# Gnomidolon picticorne
Gnomidolon picticorne es una especie de escarabajo longicornio del género Gnomidolon, categorizada en la tribu Hexoplonini, de la subfamilia Cerambycinae. Fue descrita por Martins en 1971.

## Descripción
Mide 9,73 mm de longitud.

## Distribución
Se distribuye por Ecuador.